# Macromitrium campoanum
Macromitrium campoanum är en bladmossart som beskrevs av Thériot in Herzog 1939. Macromitrium campoanum ingår i släktet Macromitrium och familjen Orthotrichaceae. Inga underarter finns listade i Catalogue of Life.